# Partido de Rancagua

Partido de Rancagua visible al centro de la imagen, en ese tiempo correspondía al Corregimiento.

La Provincia del Partido de Rancagua o también denominada como Partido de Rancagua fue una de las entidades territoriales que componían la Intendencia de Santiago de Chile, esta dentro de la Capitanía General de Chile (igual conocida como Reino de Chile), y esta a su vez era controlada por la Corona Española, esto hasta 1818 que pasaría a la República de Chile. El partido fue creado en 1786 a partir del Corregimiento de Rancagua, mientras que este fue suprimido en 1826 pasando a ser la Provincia de Colchagua, su cabecera solía ser la Villa de la Santa Cruz de Triana.
Rancagua iniciaba desde el Río Maipo, en Alhué, que era la ciudad más septentrional y terminaba en Doñihue, está siendo la más meridional.

## Territorio

### Frontera
Rancagua lindaba con los partidos de Colchagua y Curicó al sur, esto separandolos por las cumbres cercanas, y los de Melipilla y Santiago al norte, estos divididos por el río Maipo.

### Administración
El partido de Rancagua estaba administrado por 10 distritos a lo largo del territorio:
- Santa Cruz de Triana
- Codegua
- Aculeo
- Valdivia
- Peumo
- Santa Inés
- San Jerónimo
- Alhué
- Doñihue
- San Pedro[3]